# Roberto Cota

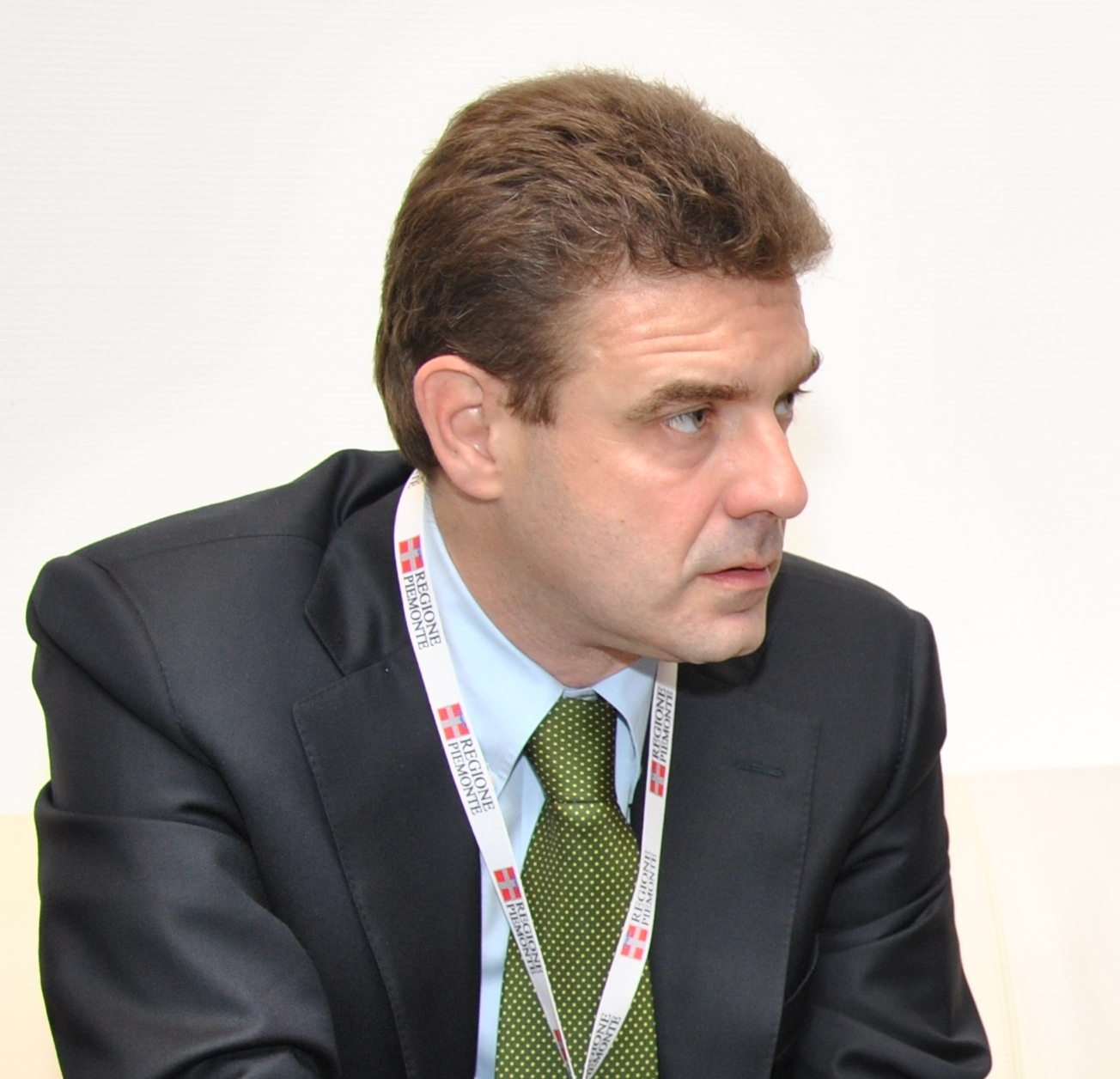
Roberto Cota (2011)

Roberto Cota (* 13. Juli 1968 in Novara) ist ein italienischer Politiker (Lega Nord).

## Leben
Cota studierte Rechtswissenschaften. 1995 wurde er Mitglied der Partei Lega Nord. Von 2006 bis 2010 war er Abgeordneter des Italienischen Parlamentes. Von 2010 bis 2014 war er als Nachfolger von Mercedes Bresso Präsident der Region Piemont. Ihm folgte im Amt Sergio Chiamparino.